# Алсей (Іллінойс)
Алсей (англ. Alsey) — селище (англ. village) в США, в окрузі Скотт штату Іллінойс. Населення — 195 осіб (2020).

## Географія
Алсей розташований за координатами 39°33′34″ пн. ш. 90°26′1″ зх. д. / 39.55944° пн. ш. 90.43361° зх. д. (39.559411, -90.433585).  За даними Бюро перепису населення США в 2010 році селище мало площу 1,45 км², з яких 1,42 км² — суходіл та 0,03 км² — водойми.

## Демографія
Згідно з переписом 2010 року, у селищі мешкало 227 осіб у 90 домогосподарствах у складі 66 родин. Густота населення становила 157 осіб/км².  Було 105 помешкань (72/км²).
Расовий склад населення:
| - 96,5 % — білих - 1,8 % — чорних або афроамериканців - 1,3 % — азіатів |

До двох чи більше рас належало 0,4 %. Частка іспаномовних становила 3,1 % від усіх жителів.
За віковим діапазоном населення розподілялося таким чином: 29,1 % — особи молодші 18 років, 56,8 % — особи у віці 18—64 років, 14,1 % — особи у віці 65 років та старші. Медіана віку мешканця становила 36,1 року. На 100 осіб жіночої статі у селищі припадало 100,9 чоловіків;  на 100 жінок у віці від 18 років та старших — 80,9 чоловіків також старших 18 років.
Середній дохід на одне домашнє господарство  становив 52 287 доларів США (медіана — 31 250), а середній дохід на одну сім'ю — 62 984 долари (медіана — 37 500). За межею бідності перебувало 25,4 % осіб, у тому числі 29,4 % дітей у віці до 18 років та 8,1 % осіб у віці 65 років та старших.
Цивільне працевлаштоване населення становило 87 осіб. Основні галузі зайнятості: виробництво — 25,3 %, освіта, охорона здоров'я та соціальна допомога — 23,0 %, оптова торгівля — 11,5 %, роздрібна торгівля — 9,2 %.